# Диосмийскандий
Диосмийскандий — бинарное неорганическое соединение, интерметаллид
осмия и скандия
с формулой ScOs2,
кристаллы.

## Получение
- Сплавление стехиометрических количеств чистых веществ:

{\displaystyle {\mathsf {2\ Os+Sc\ {\xrightarrow {T}}\ ScOs_{2}}}}

## Физические свойства
Диосмийскандий образует кристаллы
гексагональной сингонии,
пространственная группа P 63/mmc,
параметры ячейки a = 0,5188 нм, c = 0,8505 нм, Z = 4,
структура типа дицинкмагния MgZn2  (фаза Лавеса)
.